# Alexandre-Pierre Navelet de La Massonnière
Alexandre Pierre Navelet de la Massonnière, né le 20 mars 1767 à Paris, mort le 1er décembre 1809 à Linz (Autriche), est un général français de la Révolution et de l’Empire.

## États de service
Il entre en service le 1er septembre 1786, comme élève à l'école d’artillerie de Metz et il en sort le 4 juin 1787, comme lieutenant en second au 3e régiment d’artillerie à pied. Il est nommé lieutenant le 11 juin 1791, au 7e régiment d’artillerie et capitaine le 25 février 1792. Il sert aux armées du Nord et de la Moselle. Il se signale à la prise de Bruxelles ainsi qu’au siège de Maubeuge et il reçoit le 20 juillet 1794, le brevet de chef de bataillon.
Il fait les guerres de l'an II à l'an VII, aux armées de Sambre-et-Meuse, de Batavie, de l’Intérieur, de Mayence et d'Italie. Sa conduite à l’affaire de Bassignana le 12 mai 1799, lui mérite les éloges les plus flatteurs du général en chef Moreau et le grade de chef de brigade le 17 mai 1799.
Il est placé comme colonel surnuméraire dans son régiment le 17 mai 1799, il participe aux campagnes de l'an VIII et de l'an IX à l’armée d’Italie et à celle d’observation de la Gironde. Le 17 décembre 1801, il prend le commandement du 3e régiment d’artillerie à cheval, en garnison à Strasbourg. Il est fait chevalier de la Légion d’honneur le 11 décembre 1803 et officier de l’ordre le 14 juin 1804.
De l’an XIV à 1807, il est affecté à la Grande Armée et il est promu général de brigade le 21 juin 1807. Il est créé baron de l’Empire la 26 octobre 1808. En 1809, il est appelé au commandement de l’artillerie du 2e corps d’armée lors de la campagne d’Allemagne et il se signale au bombardement de la ville de Vienne les 11 et 12 mai. Il est fait commandeur de la Légion d’honneur le 3 juillet 1809 et il se distingue de nouveau à la bataille de Wagram les 5 et 6 juillet suivant.
Atteint par une fièvre catarrhale nerveuse, il meurt le 1er décembre 1809, à Linz.

## Dotation
- Le 17 mars 1808, donataire d’une rente de 10 000 francs sur les biens réservés en Westphalie.

## Armoiries
| Figure | Nom du baron et blasonnement |
| ------ | --- |
|        | Armes du baron Alexandre-Pierre Navelet de La Massonnière et de l'Empire, décret du 19 mars 1808, lettres patentes du 26 octobre 1808, commandeur de la Légion d'honneur D'azur au chevron d'or accosté de deux étoiles d'argent, accompagné en pointe d'un lion grimpant aussi d'argent, et surmonté d'un croissant de même; quartier des barons militaires - Livrées : rouge, bleu, jaune, noir et blanc. |

## Sources
- (en) « Generals Who Served in the French Army during the Period 1789 - 1814: Eberle to Exelmans »
- Thierry Pouliquen, « Les généraux français et étrangers ayant servis [sic] dans la Grande Armée » (consulté le 9 août 2014)
- « La noblesse d’Empire » (consulté le 9 août 2014)
- « Cote LH/1978/28 », base Léonore, ministère français de la Culture
- A. Lievyns, Jean Maurice Verdot, Pierre Bégat, Fastes de la Légion-d'honneur, biographie de tous les décorés accompagnée de l'histoire législative et réglementaire de l'ordre, Bureau de l’administration, janvier 1844, 529 p. (lire en ligne), p. 392.
- (pl) « Napoléon.org.pl »
- Vicomte Révérend, Armorial du Premier Empire, t. 3, Honoré Champion, libraire, Paris, 1897, p. 316.